# إمبرونيتا
إمبرونيتا هي محافظة تابعة لـكومونا التابعة لمدينة فلورنسا الحضرية في منطقة توسكانا الإيطالية.و يبلغ عدد السكان قرابة 15000 نسمة.

## الاسم والإنتاج
اشتُق اسم إمبرونيتا من كلمة إنبرونيتيس التي تعني «داخل غابات الصنوبر»، وتشتهر بإنتاجها الجيد من الطين. يُصنع الفخار من الطين المحلي، ويمتاز بلون أحمر، ويتضمن الإنتاج كل شيء من البلاط الصغير إلى المزهريات والتماثيل الكبيرة في الحديقة.

## المعالم السياحية الرئيسية
ما يميز إمبرونيتا كاتدرائية سانتا ماريا التي يعود تاريخها إلى عام 1060، ويتوقع أنها تقع على موقع عبادة قديم في العصور الأترورية (القرن السادس قبل الميلاد). كان موقعًا مهمًا للحج خلال العصور الوسطى.
ٌقُصفت الكاتدرائية خلال الحرب العالمية الثانية ويمكن رؤية القليل من الزخارف الأصلية. الواجهة مسبوقة برواق من قبل غيراردو سيلفاني (1634)، بناه شعب فلورنسا كنذر للتحرر من الطاعون، وبرج الناقوس من القرن الثالث عشر. والكاتدرائية لها صحن واحد. تحتوي الكاتدرائية على أعمال فنية كعيد ميلاد دومينيكو باسينيانو ودعوة القديس بطرس لجاكوبو دا إمبولي. يحيط بالكاهن محرابان من تصميم ميكيلوزو وزينهما لوكا ديلا روبيا، وتضم رفات الصليب المقدس وصورة مادونا التي بني الحرم من أجلها، ووفقًا لمعتقداتهم رسمها القديس لوقا.
المتحف متصل بالبازيليكا هو موطن لواحدة من أقدم القطع المعروفة من الترقيع الأوروبي، ما يسمى وسادة إمبرونيتا، التي يعود تاريخها إلى أواخر القرن الرابع عشر أو أوائل القرن الخامس عشر. كانت الوسادة مملوكة للأسقف أنطونيو ديجلي أغلي، الكاهن المسؤول عن سانتا ماريا ديل إمبرونيتا آن ذاك من عام 1439 حتى وفاته عام 1477، عُثر عليها في قبره بعد أن دٌمرت الكنيسة بقنبلة للحلفاء عام 1944.
صورة مادونا (ترمز للسيدة مريم العذراء في النهج الكاثوليكي والأرثوذكسي)، رُممت بواسطة إغنازيو هوجفورد صُممت عام 1758.
كذلك في إمبرونيتا توجد كنائس سان لورينزو ألي روز وسانتو ستيفانو أ بوزولاتيكو.

## قديس المدينة
سانت لوك هو قدس المدينة، ويوم عيد القديس في 18 أكتوبر من كل عام، ويقام أهم مهرجان على مدار أسبوع يدعى باليو يضم سباقات الخيول والرماية والمبارزة والكرنفال والألعاب النارية والعديد من الفعاليات.

## المدن المشابهة
- Prachatice، Czech Republic
- Bellerive-sur-Allier، France
- Hadamar، Germany
- Pruszków, Poland

## سكان مؤثرون
- إرمانو بيكي (1811-1856)، ملحن ومعلم وناقد موسيقي
- أليساندرو بيروني (1550-1607)، مهندس معماري ورسام
- Gustavo Uzielli (1839-1911)، جيولوجي، مؤرخ وعالم
- ماركو ماسيني (1964)، مغني وكاتب أغاني وعازف بيانو

## روابط خارجية
- الموقع الرسمي
- الموقع السياحي الرسمي باللغة الإيطالية